# Lothar Fritz Freie
Lothar Fritz Freie (* 8. Februar 1955 in Großburgwedel; † 6. Juni 1982 in Berlin) war ein Todesopfer an der Berliner Mauer. Als der West-Berliner auf das Staatsgebiet der DDR lief, wurde er von Angehörigen der Grenztruppen der DDR angeschossen und starb später an seinen Verletzungen.

## Leben

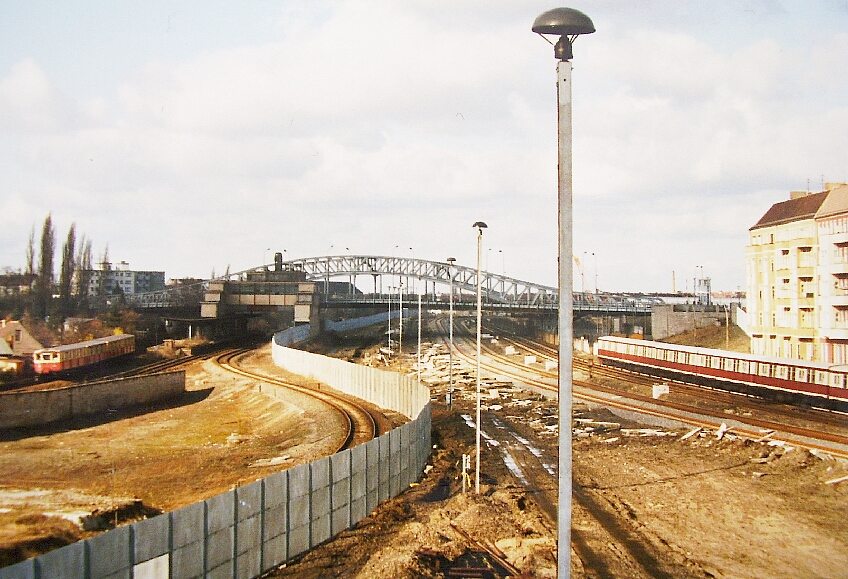
Blick auf die Bösebrücke mit den Grenzanlagen, mittig ein Grenzzaun, links daneben das Alliiertengleis

Lothar Fritz Freie kam mit einem Schulkameraden nach dem Abitur 1977 nach Berlin, um ein Jura-Studium aufzunehmen. Sein Studium brach er nach vier Semestern ab. Ohne Arbeit und Einkommen hielt er sich in den Folgejahren in Berlin auf und hielt nur wenig Kontakt mit Bekannten und Verwandten. Da er seinen Personalausweis nicht mehr hatte, konnte er West-Berlin nicht verlassen.
Am Abend des 4. Juni 1982 begab sich Freie über das sogenannte Alliiertengleis oder Franzosengleis in den Bereich des Niemandslandes zwischen West-Berlin und der DDR. Das in der Brache des Vorfelds des aufgelassenen S-Bahnhof Bornholmer Straße liegende Gleis wurde wöchentlich von Zügen der französischen Armee genutzt, befand sich aber auf dem Staatsgebiet der DDR. Aus unbekannten Gründen lief Freie mit freiem Oberkörper an dem Gleis entlang. Dabei wurde er gegen 23 Uhr von Grenzsoldaten des Wachturms auf der Helmut-Just-Brücke (im Jahr 1993 wurde die Brücke wieder in „Behmstraßenbrücke“ zurück benannt) entdeckt, die ihn aber wieder aus den Augen verloren. Ein zweites Postenpaar entdeckte ihn wenig später in der Nähe der Bösebrücke und rief ihn an, das Gelände umgehend zu verlassen. Freie machte kehrt, um auf dem zuvor benutzten Weg nach West-Berlin zurückzukehren; dabei wäre er schon wenige Meter seitlich auf heimischem Gebiet gewesen. Auf seinem Rückweg kam er am ersten Postenpaar vorbei, das mittlerweile den Befehl bekam, ihn festzunehmen, und sich vom Turm begeben hatte, um die Verfolgung aufzunehmen. Als diese ihn aufforderten, stehenzubleiben, begann Freie zu rennen. Nach einem Warnschuss schoss einer der beiden Grenzer zweifach gezielt auf Freie, der zu Boden fiel. Der Verletzte wurde umgehend vom Gleis geborgen, um ihn aus dem Sichtfeld West-Berlins zu entfernen. Nach Erster Hilfe im Wachturm auf der Helmut-Just-Brücke wurde er in das Krankenhaus der Volkspolizei verbracht, wo er nach zwei Notoperationen am 6. Juni verstarb.
Obwohl die Schüsse auf Bürger West-Berlins auch nach DDR-Recht verboten waren, wurden die beiden Grenzposten ausgezeichnet und in andere Einheiten versetzt. Nach der deutschen Wiedervereinigung fanden Mauerschützenprozesse gegen die Grenzsoldaten vor dem Landgericht Berlin statt. Der Todesschütze wurde 1993 zu einer Freiheitsstrafe von zwei Jahren auf Bewährung verurteilt, während sein Kamerad, der in Anspruch nahm, regimekritisch erzogen worden zu sein, 1995 eine Freiheitsstrafe von 18 Monaten auf Bewährung erhielt.
Die westlichen Medien berichteten ausführlich über den Fall, der sowohl von der Bundesregierung als auch dem Berliner Senat verurteilt wurde.